# Michael van Gerwen
Michael van Gerwen, född 25 april 1989 i Boxtel, är en holländsk dartspelare. Van Gerwen är en trefaldig världsmästare (2014, 2017, 2019) i PDC World Darts Championship. Med över 140 vunna turneringar i PDC anses han vara en av de främsta dartspelarna genom tiderna.